# Antennella sibogae
Antennella sibogae is een hydroïdpoliep uit de familie Halopterididae. De poliep komt uit het geslacht Antennella. Antennella sibogae werd in 1911 voor het eerst wetenschappelijk beschreven door Billard. 